# 小碧潭駅

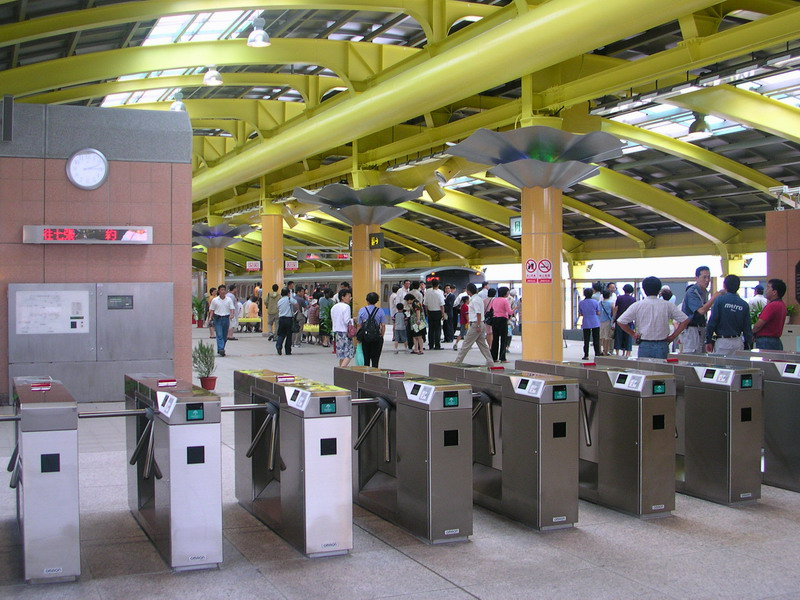
小碧潭駅の自動改札機

小碧潭駅（しょうへきたんえき）は、台湾新北市新店区にある台北捷運小碧潭支線の駅。駅番号はG03A。

## 概要
新店機廠の上方にあり、敷地は1500坪にも及ぶ。また、台湾で最も高所にある戸外エスカレーターで、14.45mおよび16.52mであり、4階の高さまで直通する。エレベーターの出入口は中央路と環河路に面して分けて設置されている。また、当駅は台北捷運で初めて漢語拼音と通用拼音で英文名称を定めた駅である。現在、通用ピンインの部分は、徐々に使用されなくなってきている。駅名は、所在地の小碧潭から採られた。また、駅名の後に括弧書きで新店高中の副駅名がついている。新店区十四張地区の住民の要望と新店機廠の聯合開発計画と組み合わせて建設された。2001年4月に工事を始め、3年間の工事の末、2004年9月に完成、開業した。当駅はパブリックアート幸福知道を設計の主題として作られている。

## 歴史
- 2004年9月29日 - 開業[2]。
- 2018年9月30日 - 可動式ホーム柵の供用を開始[3]。

## 駅構造
- 単式ホーム1面1線（3両編成の車両が停車できる長さ）の高架駅。出入口は2箇所。駅とその下方は新店機廠と共用となっている。

### 駅階層
| 地上 四階 | コンコース                           | コンコース、案内所、自動券売機、自動改札機、トイレ（改札内） |
| 地上 四階 | 1番線                                | ←■小碧潭支線 七張方面へ（七張駅）                            |
| 地上 四階 | 単式ホーム、車両左側のドアが開閉する |                                                              |
| 地上 三階 | 新店機廠                             | 階段、エスカレーター（踊り場）                               |
| 地上 二階 | 新店機廠                             | 階段、エスカレーター（踊り場）                               |
| 地上 一階 | 出入口                               | 駅出入口、広場、新店機廠                                     |

### 駅出口

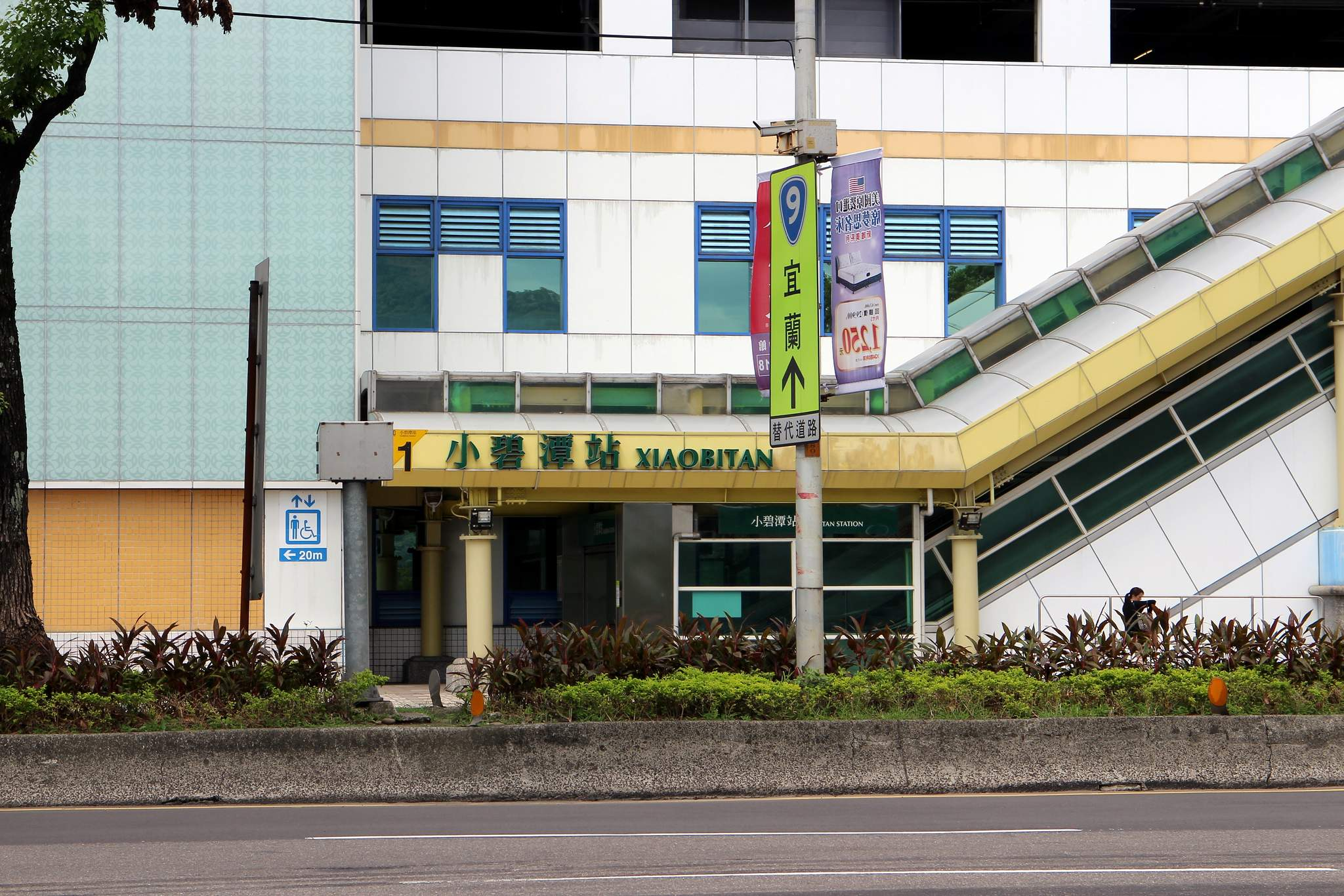
小碧潭駅出口1

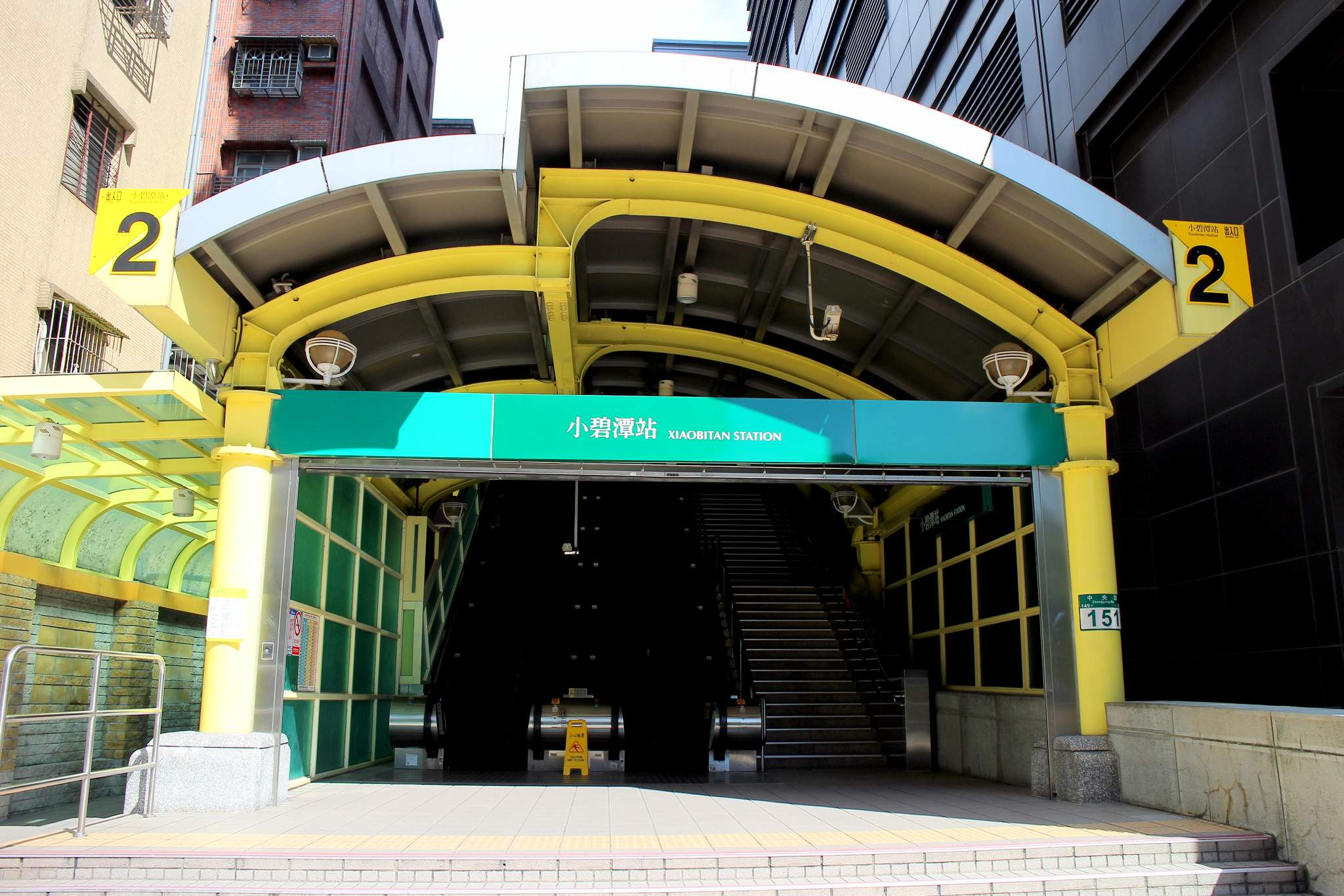
小碧潭駅出口2

出口1は駅の東側に位置し、出口2(閉鎖中)は西側に位置する。
- 出口1：環河路
- 出口2：中央路、新店高中

## 利用状況
当駅のプラットホームは3両編成分の長さのみであり、6両編成の車両で営業運転していた時は、プラットホームに面する3両編成分のみ乗客の取扱いをし、ホームに入りきらない3両分は乗客の取扱いを行わない、所謂ドアカットを行っていた。2006年7月22日に小碧潭支線・新北投支線専用の3両編成の電車が運用を開始すると、この問題は解決した。当支線は、主線ほど高頻度運転をする必要がないため、捷運会社は特別に小碧潭支線の時刻表を公布している。運転頻度は平均3～4本/時となっている。
同じ台北捷運支線の末端駅としては新北投駅に比して半分以下で、利用客数は最下位に近かったが、2019年はイケアの進出も影響したのか、利用客数が増加した。
| 年   | 年間      | 年間      | 年間      | 年間  | 日平均 | 日平均 |
| 年   | 乗車      | 下車      | 乗下車計  | 出典  | 乗車   | 乗下車 |
| ---- | --------- | --------- | --------- | ----- | ------ | ------ |
| 2004 | 195,070   | 197,650   | 392,720   | [ 5 ] | 2,075  | 4,178  |
| 2005 | 628,710   | 633,485   | 1,262,195 | [ 5 ] | 1,722  | 3,458  |
| 2006 | 625,073   | 628,343   | 1,253,416 | [ 5 ] | 1,713  | 3,434  |
| 2007 | 636,962   | 638,164   | 1,275,126 | [ 5 ] | 1,745  | 3,493  |
| 2008 | 668,146   | 678,123   | 1,346,269 | [ 5 ] | 1,826  | 3,678  |
| 2009 | 547,719   | 585,807   | 1,133,526 | [ 5 ] | 1,501  | 3,106  |
| 2010 | 689,987   | 704,818   | 1,394,805 | [ 5 ] | 1,890  | 3,821  |
| 2011 | 606,267   | 654,819   | 1,261,086 | [ 5 ] | 1,661  | 3,455  |
| 2012 | 580,969   | 634,477   | 1,215,446 | [ 5 ] | 1,587  | 3,321  |
| 2013 | 679,800   | 732,728   | 1,412,528 | [ 5 ] | 1,862  | 3,870  |
| 2014 | 741,055   | 787,149   | 1,528,204 | [ 5 ] | 2,030  | 4,187  |
| 2015 | 792,074   | 834,549   | 1,626,623 | [ 5 ] | 2,170  | 4,457  |
| 2016 | 821,627   | 858,264   | 1,679,891 | [ 5 ] | 2,245  | 4,590  |
| 2017 | 838,170   | 873,187   | 1,711,357 | [ 5 ] | 2,296  | 4,689  |
| 2018 | 851,174   | 886,878   | 1,738,052 | [ 5 ] | 2,332  | 4,762  |
| 2019 | 1,175,566 | 1,223,764 | 2,399,330 | [ 5 ] | 3,221  | 6,574  |
| 2020 | 1,287,594 | 1,334,062 | 2,621,656 | [ 5 ] | 3,518  | 7,163  |
| 2021 | 933,010   | 958,267   | 1,891,277 | [ 5 ] | 2,556  | 5,182  |

## 駅周辺
- 新店機廠（中国語版）
- 京站時尚廣場（中国語版）（Q Square）小碧潭店
  - カルディコーヒーファーム京站小碧潭店
- 新北市立新店高級中學（中国語版）
- 新店渓
- 中央新村
- 美河市（中国語版）
- 小碧潭河濱公園
- フォルモサ高速公路安坑IC
- 新店環河快速道路
- イケア新店店

## 隣の駅
台北捷運
■小碧潭支線
七張駅 G3 - 小碧潭駅 G3A